# 태내오위와 태외오위
태내5위(胎內五位)는 부파불교의 설일체유부를 비롯한 불교 전통에서 태아(胎芽, 胎兒)가 어머니 태(胎)에 들어선 때부터 출생할 때까지의 266일 간의 생리학적 단계를 5단계, 즉 5위(五位)로 나눈 것을 말한다. 이러한 구분은 물론 불교 경전에 따른 것이다.
태외5위(胎外五位)는 부파불교의 설일체유부를 비롯한 불교 전통에서 사람이 출생한 때부터의 죽음까지의 생리학적 단계를 5단계, 즉 5위(五位)로 나눈 것을 말한다. 이러한 구분도 물론 불교 경전을 기반으로 한 것인데, 이 구분법은 당시의 인도의 의학적인 상식과 사회적 관례를 따른 것으로 보인다.
불교에서 이 구분들이 가지는 의미는 이러한 구분 자체가 현대적 의미에서 정확한 것인가 하는 점보다는, 수태와 출생으로부터 노사(老死)까지의 생로병사의 유전(流轉)의 과정이 그냥 자연스러운 과정이 아니라 번뇌와 업을 일으켜 자신 스스로가 쌓은 업력에 따른 결과로서 오는 과정이라는 것에 있다. 즉, 특별한 노력을 기울이면 벗어날 수 있다는 것이다. 즉, 이번 생의 유전(流轉)의 과정 중에 산출한 번뇌와 업에 따라 또 다른 생이 낳아져서 다시 생사를 윤회하게 되고 다음 생에서도 여전히 노력을 기울이지 않는 한 계속하여 생사를 윤회하게 되는데, 유위 무루의 도제(수행, 8정도, 37도품, 6바라밀 등)를 통해 번뇌(유루)의 굴레를 벗어남으로써 더 이상 생사를 반복할 필요가 없는 상태가 되어 무위의 열반으로 건너갈 수 있다는 것이다. 고타마 붓다가 가르친 4성제와 12연기설과 같은 초기불교의 가르침은 물론이고, 이후의 설일체유부 등의 부파불교의 교학과 중관파와 유식유가행파 등의 대승불교의 교학에서도 이러한 점을 명확히 하고 있다.

## 태내5위
부파불교의 설일체유부를 비롯한 불교 전통에 따르면, 태내5위(胎內五位)는 다음과 같다.
1. 갈라람(羯邏藍, 羯羅藍, 산스크리트어: kalalam, kalala): 1~7일. 태아가 모태 속에서 잉태(孕胎)된 후의 첫 7일간의 응혈의 단계로, 가라라(歌羅羅) 또는 갈랄람(羯剌藍)이라고도 하며 의역하여 응활(凝滑) 또는 잡예(雜穢)라고도 한다.
2. 알부담(頞部曇, 산스크리트어: arbuda): 8~14일. 갈라람의 응혈이 더 엉키기 시작하는 2번째 7일간의 단계로, 아부담(阿部曇)이라고도 하며 의역하여 포(胞) 또는 포결(皰結)이라고도 한다.
3. 폐시(閉尸, 蔽尸, 萆尸, 산스크리트어: pesi): 15~21일. 피와 살이 응키는 3번째 7일간의 단계로, 의역하여 혈육(血肉), 응결(凝結) 또는 육단(肉段)이라고도 한다.
4. 건남(鍵南, 健男, 산스크리트어: ghana): 22~28일. 살이 굳어지는 4번째 7일간의 단계로, 갈남(羯南)이라고도 하며, 의역하여 견육(堅肉), 응후(凝厚) 또는 경육(硬肉) 이라고도 한다.
5. 발라사(鉢羅奢, 산스크리트어: prasakha): 29~266일. 손과 발의 사지(四肢)의 마디가 모두 형성되는 단계로, 그 기간은 5번째 7일의 시작부터 38번째 7일의 끝까지이다. 의역하여 지절(支節) 또는 지지(枝枝)라고도 한다. 이 기간의 끝에서 태아는 출생한다.

## 태외5위
부파불교의 설일체유부를 비롯한 불교 전통에 따르면, 태외5위(胎外五位)는 다음과 같다.
1. 상해(孀孩): 출생~6세. 오늘날의 어린이를 가리킨다. 영해(嬰孩)라고도 한다.
한편, 《대비바사론(大毘婆沙論)》에서는 이 단계를 초생(初生)과 영해(嬰孩)로 다시 나누고 있다.
2. 동자(童子): 7~15세. 오늘날의 청소년을 가리킨다. 
《대비바사론(大毘婆沙論)》에서도 이 단계를 역시 동자(童子)라 부르고 있다.
3. 소년(少年): 16~30세. 오늘날의 젊은이 또는 청년을 가리킨다. 
《대비바사론(大毘婆沙論)》에서는 이 단계를 다음의 성년의 단계와 합하여 소장(少壯)이라 부르고 있다.
4. 성년(成年): 31~40세. 오늘날의 중년을 가리킨다. 
《대비바사론(大毘婆沙論)》에서는 이 단계를 앞의 소년의 단계와 합하여 소장(少壯)이라 부르고 있다.
5. 노년(老年): 41세 이후. 오늘날의 늙은이 또는 노인을 가리킨다. 
《대비바사론(大毘婆沙論)》에서는 이 단계를 쇠로(衰老)라 부르고 있다.

## 같이 보기
- 12연기설(十二緣起說)
- 삼세양중인과(三世兩重因果)

## 참고문헌
- 권오민 (2003). 《아비달마불교》. 민족사.
- 서정형 (2004). 《나가르주나 『중론』(해제)》. 서울대학교 철학사상연구소. |title=에 외부 링크가 있음 (도움말)
- 운허.  동국역경원 편집, 편집. 《불교 사전》. |title=에 외부 링크가 있음 (도움말)
- (중국어) 星雲. 《佛光大辭典(불광대사전)》 3판. |title=에 외부 링크가 있음 (도움말)